# アブラアム＝ヤサント・アンクティル＝デュペロン

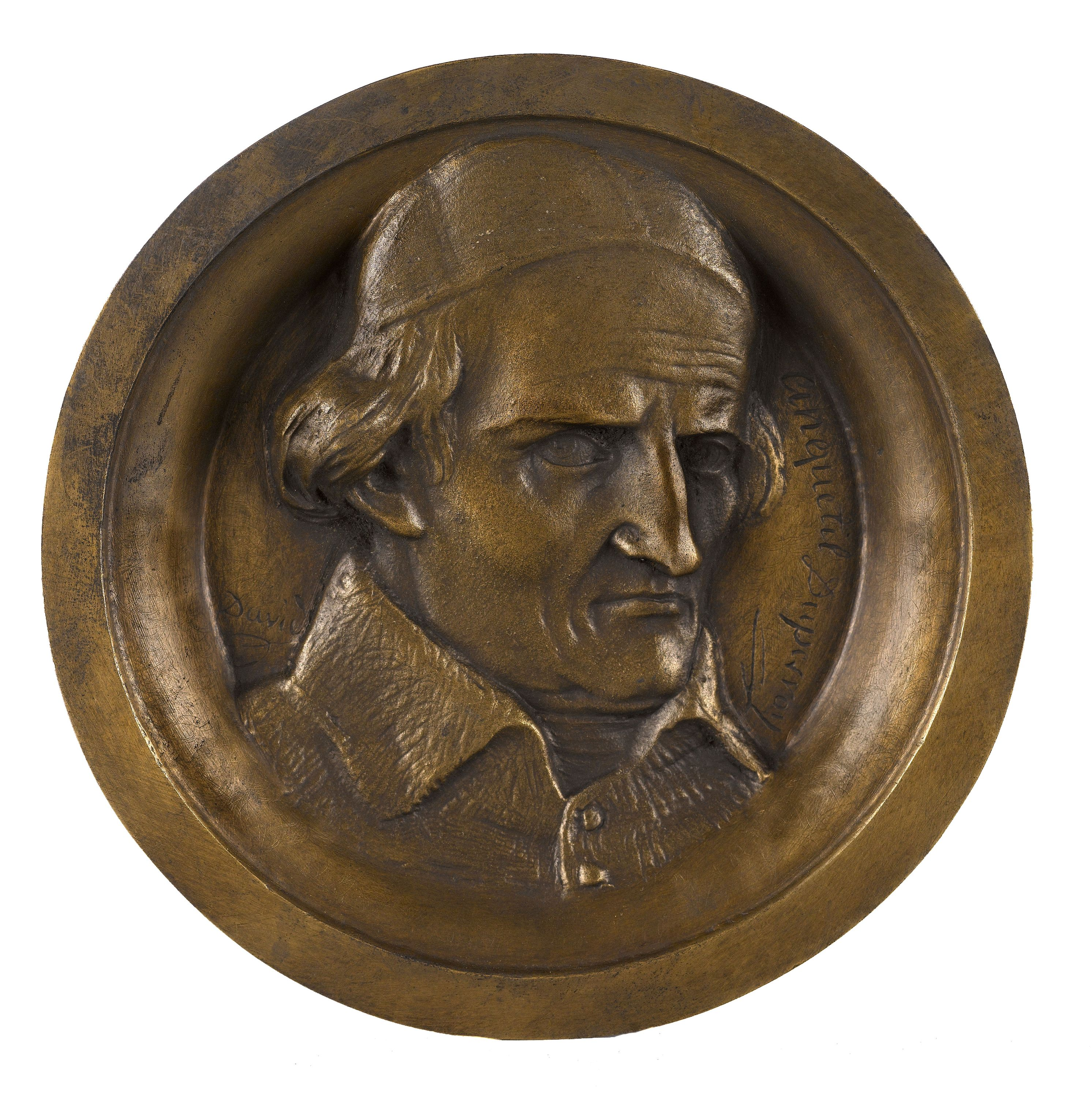

アブラアム＝ヤサント・アンクティル＝デュペロン（Abraham-Hyacinthe Anquetil-Duperron、1731年12月7日 - 1805年1月17日）は、フランスの東洋学者、インド学者。アヴェスターとウパニシャッドをはじめて西洋に紹介したことによって知られる。

## 生涯
デュペロンはピエール・アンクティルの四男としてパリに生まれた。本来の姓は「アンクティル」で、「デュペロン」は兄弟と区別するために追加したものである。
デュペロンは司教のド・ケリュスのもと、オランダのアメルスフォールトの神学校で学んだが、神学よりもヘブライ語・アラビア語・ペルシア語などの語学の学習に精を出した。その後、学業を中断してパリに戻り、王立図書館に熱心に通った。このことが王立図書館で写本を管理していたサリエ神父の目にとまり、デュペロンは図書館に職を得た。
1754年、オックスフォード大学のボドリアン図書館が蔵するアヴェスター残巻を見たことがきっかけで、デュペロンはインド行きを決断する。デュペロンはフランス東インド会社の兵士を志願して1755年8月にポンディシェリに到着した。シャンデルナゴルに滞在しているときに七年戦争の影響でインドでもイギリスとフランスの間に戦いがおこり（プラッシーの戦いを参照）、シャンデルナゴルがイギリスに占領されたため、100日ほどかけて徒歩でポンディシェリまで戻った。
デュペロンは1758年に兄のアンクティル・ド・ブリアンクールの赴任先であるグジャラート地方のスーラトに移った。そこでパールシーからヴェンディダード（ウィーデーウ・ダート）の写本を入手し、また解釈の手ほどきを受けた。1760年9月までにアヴェスターの翻訳を完了し、また180にのぼる写本を入手した。
1761年3月にイギリスの船でインドを出発し、ポーツマスに到着したところで抑留されたが、その後解放されて、彼の入手した写本をボドリアン図書館のものと対校した。1762年3月にパリに戻り、写本を王立図書館に預けた。
1763年にデュペロンは碑文アカデミーの準会員に選ばれ、アカデミーで多くの発表を行った。デュペロンの主著は1771年に出版された全3巻の『ゼンド・アヴェスタ』で、アヴェスターのフランス語訳に加えて、ブンダヒシュンの翻訳、ザラスシュトラの伝記、デュペロン自らの旅行記などを含んでいる。
- Zend-Avesta, ouvrage de Zoroastre. Paris. (1771)

1778年には『東洋の法』を出版して、モンテスキューが東洋を専制政治社会としたことを批判した。デュペロンによれば、ヨーロッパとアジアの政治制度には違いよりも共通点の方が多かった。
- Législation orientale. Amsterdam. (1778)

1786年にインドの歴史と地理に関する論文を書き、インド宣教師のヨーゼフ・ティーフェンターラー(英語版)の著書『インドの歴史と地理の記述』に収録された。
- Le Père Joseph Tieffenthaler (1786-1791). Description historique et géographique de l'Inde. Berlin

フランス革命が勃発するとすべての交流を断って書斎に引きこもった。晩年にペルシア語からラテン語に翻訳した『ウパニシャッド』（2巻）を出版している。これははじめて西洋の言語に翻訳されたウパニシャッドだったが、ペルシア語版は原文にあまり忠実でなかった。
- Oupnek'hat (id est, Secretum Tegendum). Argentoratum. (1801)

デュペロンは1805年にパリで没した。

## 批判・影響
アヴェスターの翻訳の出現前、百科全書派の思想家はゾロアスターに過度な期待を抱いていた。とくにヴォルテールは反キリスト教的な内容が見いだされることを期待していたが、実際にはまったくそのような内容がなかったので失望を露わにした。
1771年、オックスフォードの学生だったウィリアム・ジョーンズはデュペロンが持ち帰った写本を偽物だと批判した。偽物説はその後も長く続いてデュペロンの名声を傷つけた。
デュペロンのもたらしたパフレヴィー語やアヴェスター語の知識は、のちにシルヴェストル・ド・サシによるナクシェ・ロスタム碑文の解読や、グローテフェントによるペルセポリスの古代ペルシア楔形文字の解読に貢献した。
デュペロンの誤り、たとえば「ゼンド」を言語の名前と考えたことなどは、その後百年以上にわたって影響を及ぼした。
ショーペンハウアーがデュペロン訳『ウパニシャッド』の強い影響を受けたことはよく知られている。